# ژاک لوسیه
ژاک لوسیه (فرانسوی: Jacques Loussier‎؛ زادهٔ ۲۶ اکتبر ۱۹۳۴- درگذشته ۵ مارس ۲۰۱۹) آهنگساز و نوازنده فرانسوی پیانوی جاز بود.
ژاک لوسیه با اجراهای جاز از آثار باخ به شهرت رسید. وی در دهه ۱۹۶۰ گروه سه‌نفری «نواختن باخ»∗ را تشکیل داد. در این گروه پیر میشلو کنترباس و کریستیان گارو طبل می‌نواختند. از آلبوم‌های این گروه بیش از شش میلیون نسخه به‌فروش رفت. این گروه در ۱۹۷۸ بهم‌خورد. در ۱۹۸۵ ژاک لوسیه گروه سه‌نفری دیگری را با آندره آرپینو و ونسان شاربونیه به همان نام «نواختن باخ» تشکیل داد. این گروه در سال ۱۹۹۷ کنسرتوهای چهار فصل اثر ویوالدی را به سبک جاز اجرا و منتشر نمودند.
ژاک لوسیه با هنرمندانی مانند التون جان و استینگ و گروه پینک فلوید همکاری کرده است.
در سال ۲۰۰۲ او دعوایی حقوقی به مبلغ ۱۰ میلیون دلار علیه امینم خواننده رپ اقامه کرد با این ادعا که ریتم آهنگ «کیل یو» از یکی از آثار او گرفته شده است. از سرنوشت این دعوا خبری در دست نیست.